# بولشيي وكي (أومسك)
بولشيي وكي (بالروسية: Большие Уки) هي مدينة في مقاطعة أومسك أوبلاست في روسيا.
يبلغ عدد سكانها حوالي 4251 نسمة.